# Rai 2
Rai 2 är Radiotelevisione Italianas andra TV-kanal. Rai Due startade sina sändningar den 4 november 1961.